# ZMAT3
ZMAT3 (англ. Zinc finger matrin-type 3) – білок, який кодується однойменним геном, розташованим у людей на 3-й хромосомі. Довжина поліпептидного ланцюга білка становить 289 амінокислот, а молекулярна маса — 32 059.
| 10         |  | 20         |  | 30         |  | 40         |  | 50         |
| ---------- |  | ---------- |  | ---------- |  | ---------- |  | ---------- |
| MILLQHAVLP |  | PPKQPSPSPP |  | MSVATRSTGT |  | LQLPPQKPFG |  | QEASLPLAGE |
| EELSKGGEQD |  | CALEELCKPL |  | YCKLCNVTLN |  | SAQQAQAHYQ |  | GKNHGKKLRN |
| YYAANSCPPP |  | ARMSNVVEPA |  | ATPVVPVPPQ |  | MGSFKPGGRV |  | ILATENDYCK |
| LCDASFSSPA |  | VAQAHYQGKN |  | HAKRLRLAEA |  | QSNSFSESSE |  | LGQRRARKEG |
| NEFKMMPNRR |  | NMYTVQNNSA |  | GPYFNPRSRQ |  | RIPRDLAMCV |  | TPSGQFYCSM |
| CNVGAGEEME |  | FRQHLESKQH |  | KSKVSEQRYR |  | NEMENLGYV  |  |            |

A: Аланін

C: Цистеїн

D: Аспарагінова кислота

E: Глутамінова кислота

F: Фенілаланін

G: Гліцин

H: Гістидин

I: Ізолейцин

K: Лізин

L: Лейцин

M: Метіонін

N: Аспарагін

P: Пролін

Q: Глутамін

R: Аргінін

S: Серин

T: Треонін

V: Валін

Задіяний у таких біологічних процесах, як апоптоз, транспорт, транспорт білків, пошкодження ДНК, транслокація, регуляція росту, альтернативний сплайсинг. 
Білок має сайт для зв'язування з іонами металів, іоном цинку, РНК. 
Локалізований у ядрі.